# Большое Титовское
В Ярославской области есть ещё 2 деревни с таким названием в Рыбинском и в Некрасовском районах, кроме того, есть 4 деревни со схожим названием Титово.
Большое Титовское — деревня Николо-Эдомского сельского округа Артемьевского сельского поселения Тутаевского района Ярославской области .
Деревня находится на западе сельского поселения, к северо-западу от Тутаева вблизи границы Тутаевского и Рыбинского районов. Она расположена на левом западном берегу реки Эдома, недалеко от её устья. Ниже по реке стоит только деревня Малое Титовское, расположенная к северу от Большого на небольшом расстоянии. Две эти деревни занимают пространство между федеральной трассой Р151 Ярославль—Рыбинск и правым берегом реки Волга. Деревни стоят на возвышенности и ограничены крутыми обрывистыми склонами со стороны Эдомы и Волги. Большое Титовское, кроме того, отделено глубоким оврагом от федеральной трассы. К юго-западу от Большого Титовского с другой стороны трассы стоит деревня Рождественное. На противоположном берегу Эдомы к югу стоит деревня Артемьево, по которой названо сельское поселение, однако сейчас центр сельского поселения находится не в Артемьево, а в Емищево, ближе к Тутаеву. Однако Артемьево остается местным центром, в нём, в частности, восстановлена небольшая церковь, живописно стоящая на возвышенности над рекой Эдомой. К северо-западу от Титовского на расстоянии 1–1,5 км находятся две деревни Ваулово, Новенькое, а также санаторий Красный Октябрь и посёлок при санатории. Санаторий находится севернее, на берегу Волги, а Ваулово –ближе к федеральной трассе. Это последние населённые пункты Тутаевского района вверх по Волге, дальше начинается Рыбинский район .
Долина реки Эдома является одной из основных пейзажных достопримечательностей района. Здесь сформировались живописные картины самосевных насаждений, которые органично чередуются с участками пойменных лугов. В перечень «Особо охраняемых природных территорий Ярославской области», утверждённый постановлением Администрации Ярославской области от 21.01.2005г. №8, включена долина реки Эдома от автомобильного моста до устья, то есть как раз на участке деревень Большое и Малое Титовское .
На плане Генерального межевания Борисоглебского уезда 1792 года деревня названа просто Титовская. В 1825 Борисоглебский уезд был объединён с Романовским уездом. По сведениям 1859 года деревня относилась к Романово-Борисоглебскому уезду .
На 1 января 2007 года в деревне Большое Титовское числилось 2 постоянных жителя . По карте 1975 г., в деревне жило 18 человек. Почтовое отделение, находящееся в деревне Столбищи, обслуживает в деревне Большое Титовское дома на двух улицах: Верхняя (10 домов) и Нижняя (8 домов) .